# Johnnie Davis
Johnnie Davis, noto anche come Johnnie "Scat" Davis (Brazil, 11 aprile 1910 – Pecos, 28 ottobre 1983), è stato un attore e trombettista statunitense.

## Biografia
Nato in una famiglia di musicisti, Davis imparò a suonare la tromba a 13 anni e nel frattempo si esibiva nell'orchestra del nonno. In seguito lavorò come musicista in diverse orchestre. Nel 1933 si trasferì a New York, e dagli anni '30 lavoro con Fred Waring come musicista. 
Debuttò sul grande schermo nel 1937 in Hollywood Hotel, dove introdusse la canzone Hooray for Hollywood. Apparve in quindici film, fra cui Cowboy from Brooklyn (1938), Brother Rat (1938) e La signora e i suoi mariti (1964). 
Davis continuò a suonare fino agli anni cinquanta e divenne un attore televisivo. Alla fine si trasferì in Texas e morì a Pecos per un attacco di cuore.

## Filmografia parziale
- Invito alla danza (Varsity Show), regia di William Keighley (1937)
- Hollywood Hotel, regia di Busby Berkeley (1937)
- Garden of the Moon, regia di Busby Berkeley (1938)
- Cowboy from Brooklyn, regia di Lloyd Bacon (1938)
- Brother Rat, regia di William Keighley (1938)
- A Child Is Born, regia di Lloyd Bacon (1939)
- La signora e i suoi mariti (What a Way to Go!), regia di J. Lee Thompson (1964)